# 공복 (복식)
공복(公服)은 중국·한국·일본에 관원이 조정에 나갈 때 입는 예복이다.

## 백제의 공복
백제는 16 관등제를 실시하면서 그 품계에 따라 옷의 색을 구별했다
좌평~6품 내솔 - 자주색
7품 장덕~11품 대덕 - 붉은색
12품 문독~16품 극우 - 파란색

## 신라의 공복
신라는 옷을 입는 데 신분에 따라 제한을 받았으며, 골품제도라는 신라만의 독특한 신분 제도 때문에 더욱 엄격했다. 관복의 색깔, 옷감의 종류, 머리에 쓰는 모자의 재질, 허리에 차는 요대, 신발의 재질 등 머리부터 발끝까지 심지어 속옷도 차별을 두어 입게 했다
1~5관등(진골) - 자색(자주색)
6~9관등(6두품) - 비색(緋붉은색)
10~11관등(5두품) - 청색
12~17관등(4두품) - 황색
일반 백성들 - 흰색

## 고려의 공복
사색공복(四色公服)은고려시대의 관복제도이다. 관직의 서열에 따라 관복의 색을 달리한 제도로 고려 초기 제4대 광종 때 후주의 쌍기가 건의해 마련되었다. 벼슬이 높은 순서대로 각각 자주색, 붉은색, 비색, 녹색의 관복을 입었다.
실제로는 평상 집무 시에 입던 관복이 별도로 있었지만, 왕실의 여러 의례들에서도 의례의 성격을 구분하지 않고 한가지 관복만 제도적으로 정해두고 두루 사용되었던 것으로 추정된다.

## 조선의 공복
세종 8년 2월에 상정된 경국대전의 공복을 보면 고려 시대의 공복과 비슷하나 2품 이하 정3품 이상은 홍포·여지금대·상홀, 종3품 이하 4품은 청포·흑각대·상홀로 된 부분이 다르다.
그리고 이 시기에 임금에게 치하(致賀)의 말을 올릴 때는 조복(朝服)을, 제례(祭禮) 때는 제복(祭服)을, 조정에 나아갈 때 입는 제복으로는 공복(公服)을, 평상 집무시에는 상복(常服)을 입도록 정하였다.